# Branko Lustig
Branko Lustig, född 10 juni 1932 i Osijek i Kroatien, död 14 november 2019 i Zagreb, var en kroatisk filmproducent med judiskt påbrå som har vunnit två Oscars.
Lustig föddes i en judisk familj i dåvarande Kungariket Jugoslavien (i dagens Kroatien) och som barn internerades han i Auschwitz och Bergen-Belsen där han befann sig under två år. 
1993 fick han en Oscar för produktionen av filmen Schindler's List och 2001 för produktionen av filmen Gladiator. För produktionen av Schindler's List tilldelades han även furst Trpimir-orden av den dåvarande kroatiske presidenten Franjo Tuđman.